# Queta
La Queta és un personatge creat l'any 2005 per la Generalitat de Catalunya, per protagonitzar diverses campanyes publicitàries en defensa de la llengua catalana. Es tracta d'una boca saltadora que funciona a corda. El seu nom, diminutiu de Boqueta, va ser triat mitjançant una votació popular durant el programa de TV3 El Club.
El 2005, la Generalitat va engegar la campanya Dona corda al català. L'objectiu era conscienciar a la població sobre la necessitat de parlar en català per evitar que la llengua caigués en desús. Els lemes que es van difondre anaven encaminats a que els nouvinguts empressin l'idioma sense pensar-s'ho (Parla sense vergonya), demanava als catalanoparlants que el fessin servir en qualsevol ambient (Parla amb llibertat) i es feia incidència en l'error d'optar per altres llengües amb desconeguts, per la procedència aparent (Per començar, parla en català). Va ser vigent fins al 2007.

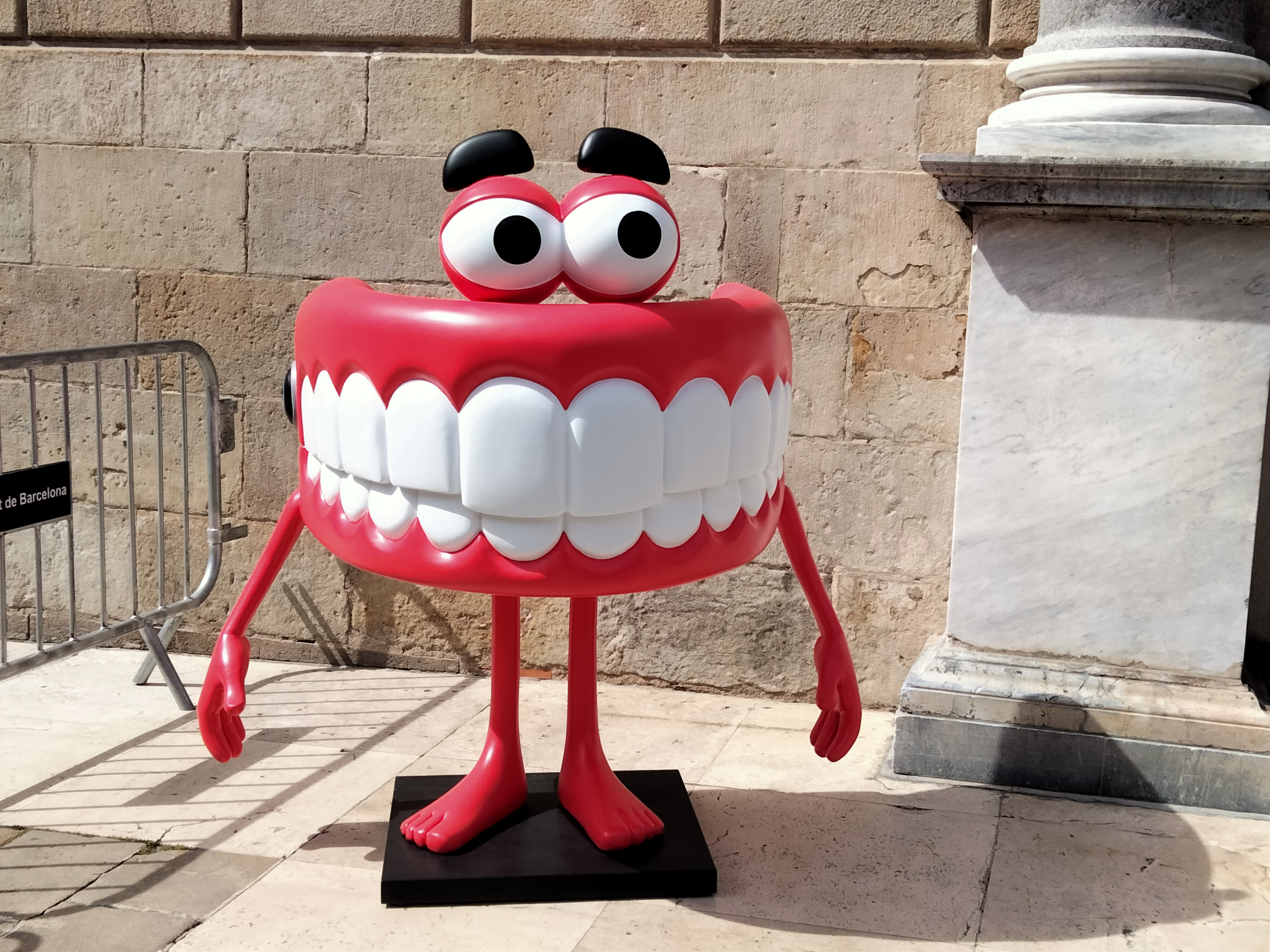
La Queta, el març del 2023, davant el Palau de la Generalitat de Catalunya

El març de 2023, la Queta va reaparèixer per protagonitzar nous anuncis sota l'eslògan Provem-ho en català. Molt per parlar, molt per viure. Aquesta campanya bianual s'emmarcava dintre del paquet de mesures de foment de l'ús de la llengua que el govern de Pere Aragonès havia avançat el novembre de 2022. En el nou espot, on intervenen els cantants de The Tyets, Koers i Marala, es pretén reforçar els valors de cohesió i tolerància associats a la llengua catalana. Des del 2009 amb Encomana el català, no hi havia hagut cap altra campanya pública de política lingüística a càrrec del govern autonòmic.
Si als anys 2000 la Queta havia estat un nino de plàstic, en la dècada del 2020 es va optar per un disseny gràfic d'animació en 3D. La nova té diferents aparences i accents, per exemplificar la diversitat del poble català. També ha perdut la característica corda, que ha sigut substituida per un botó. Tal com va succeir amb la Queta original, està previst que es facin versions on el personatge aparegui caracteritzat de maneres diferents.